# Edwardsia tinctrix
Edwardsia tinctrix är en havsanemonart som beskrevs av Annandale 1915. Edwardsia tinctrix ingår i släktet Edwardsia och familjen Edwardsiidae. Inga underarter finns listade i Catalogue of Life.